# Pleiades (superordinateur)
Pour les articles homonymes, voir Pléiade.

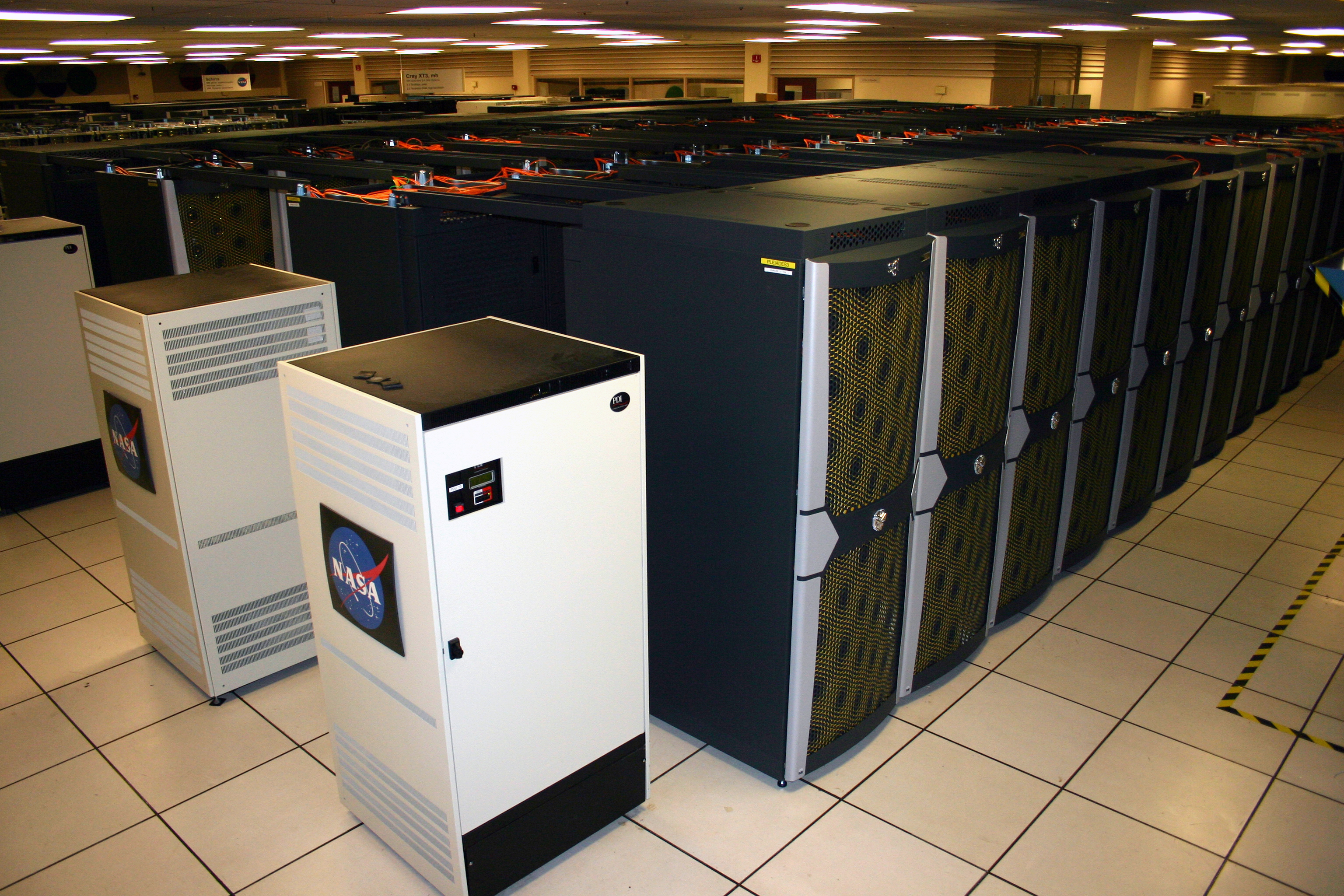
Vue du superordinateur Pleiades.

Pleiades est un superordinateur de la NASA, l'agence spatiale américaine.
C'est l'un des supercalculateurs les plus puissants au monde, et représente la technologie de pointe de la NASA pour répondre aux besoins de calcul haute performance de l'agence, permettant aux scientifiques et ingénieurs de mener des modélisations et des simulations pour les projets de la NASA. Ce cluster SGI/HPE ICE à mémoire distribuée est connecté en InfiniBand.
En novembre 2019, il est classé 32e ordinateur le plus puissant de la liste TOP500 avec une note LINPACK de 5,95 pétaFLOPS (5,95 quadrillions d'opérations en virgule flottante par seconde) et une performance maximale de 7,09 pétaFLOPS depuis sa dernière mise à niveau matérielle. Le système est la plus grande ressource de calcul intensif de la NASA, soutenant des missions dans l'aéronautique, les vols spatiaux humains, l'astrophysique et les sciences de la Terre.

## Description
Pleiades a été construit par Silicon Graphics (SGI) au centre de recherche de la NASA situé à Mountain View en Californie. Lors de sa mise en service en 2008, il était composé de 40 000 processeurs. Chaque baie comporte 512 processeurs.
En 2020, il est composé de 158 baies (241 324 CPU Intel Xeon E5-2680v4 (Broadwell), E5-2680v3 (Haswell), E5-2680v2 (Ivy Bridge), et E5-2670 (Sandy Bridge)), plus trois baies améliorées par des GPU Nvidia (614 400 cœurs CUDA), et un total de 927 TB de mémoire vive.
En juin 2010, il était le 6e ordinateur le plus puissant du monde selon le classement du TOP500 avec une puissance de pointe de plus de 1 088 téraFLOPS. Avec ses extensions, Pleiades atteint 1 541,3 téraFLOPS et se classe 21e en juin 2014.

## Utilisation
Il a permis d'établir une simulation des origines de l'univers, en calculant un modèle baptisé « Bolchoï » (« grand » en russe), en prenant en compte la matière noire dans les structures des galaxies.[réf. souhaitée]

## Dans la culture populaire
- Dans le film Seul sur Mars (2015), l'astrodynamicien Rich Purnell connecte un portable à une baie du superordinateur pour vérifier les calculs d'une manœuvre d'assistance gravitationnelle pour un vaisseau spatial, afin de sauver un astronaute resté sur Mars. Contrairement à ce qui est montré dans le film, il n'est pas nécessaire d'être physiquement présent (à proximité d'une baie) pour exécuter des calculs : un utilisateur peut se connecter à partir d'un emplacement distant via SSH, tout en utilisant un SecurID[8].

## Galerie

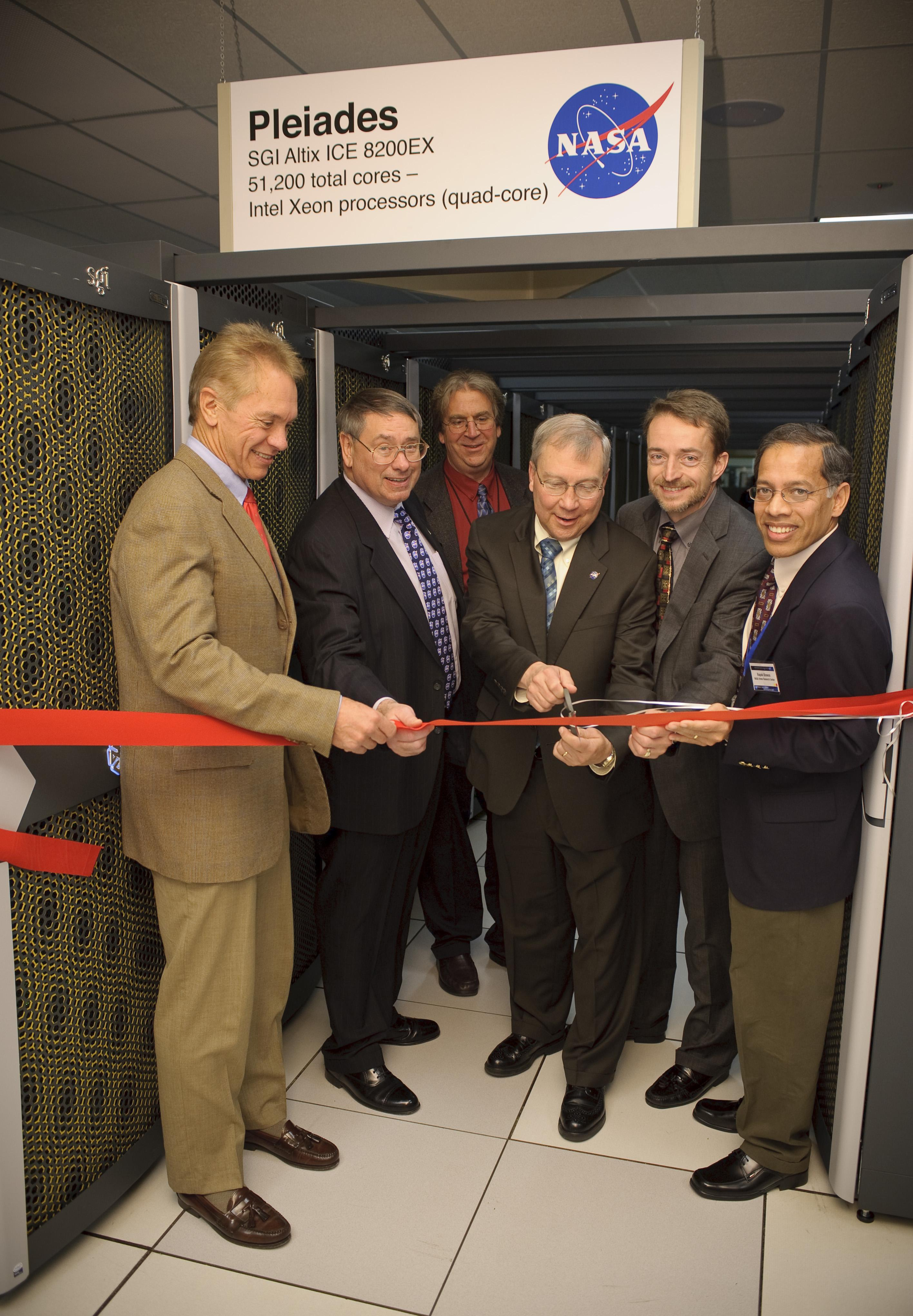
Inauguration du superordinateur en décembre 2008.
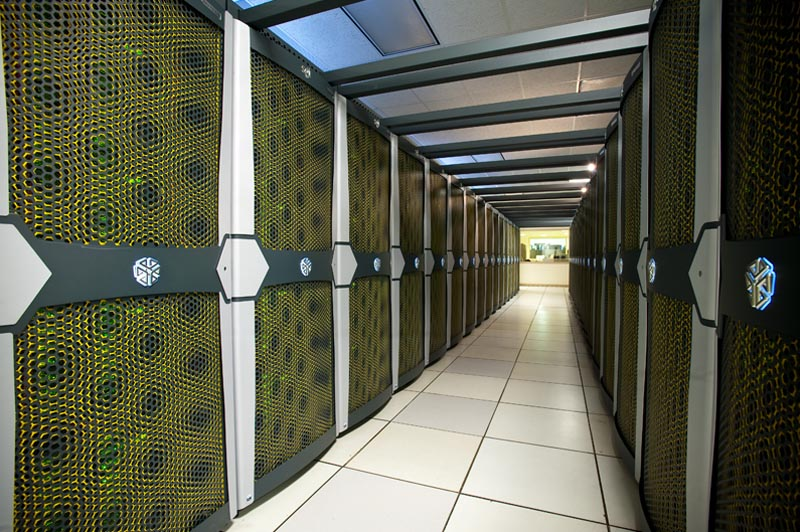
Deux rangées de baies de Pleiades.